# 松井規有
松井 規有（まつい のりあき、1948年12月1日〈昭和23年〉 - ）は、日本の和蝋燭職人。松井本和蝋燭工房3代目。伝統製法の和蝋燭をつくる。

## 人物・略歴

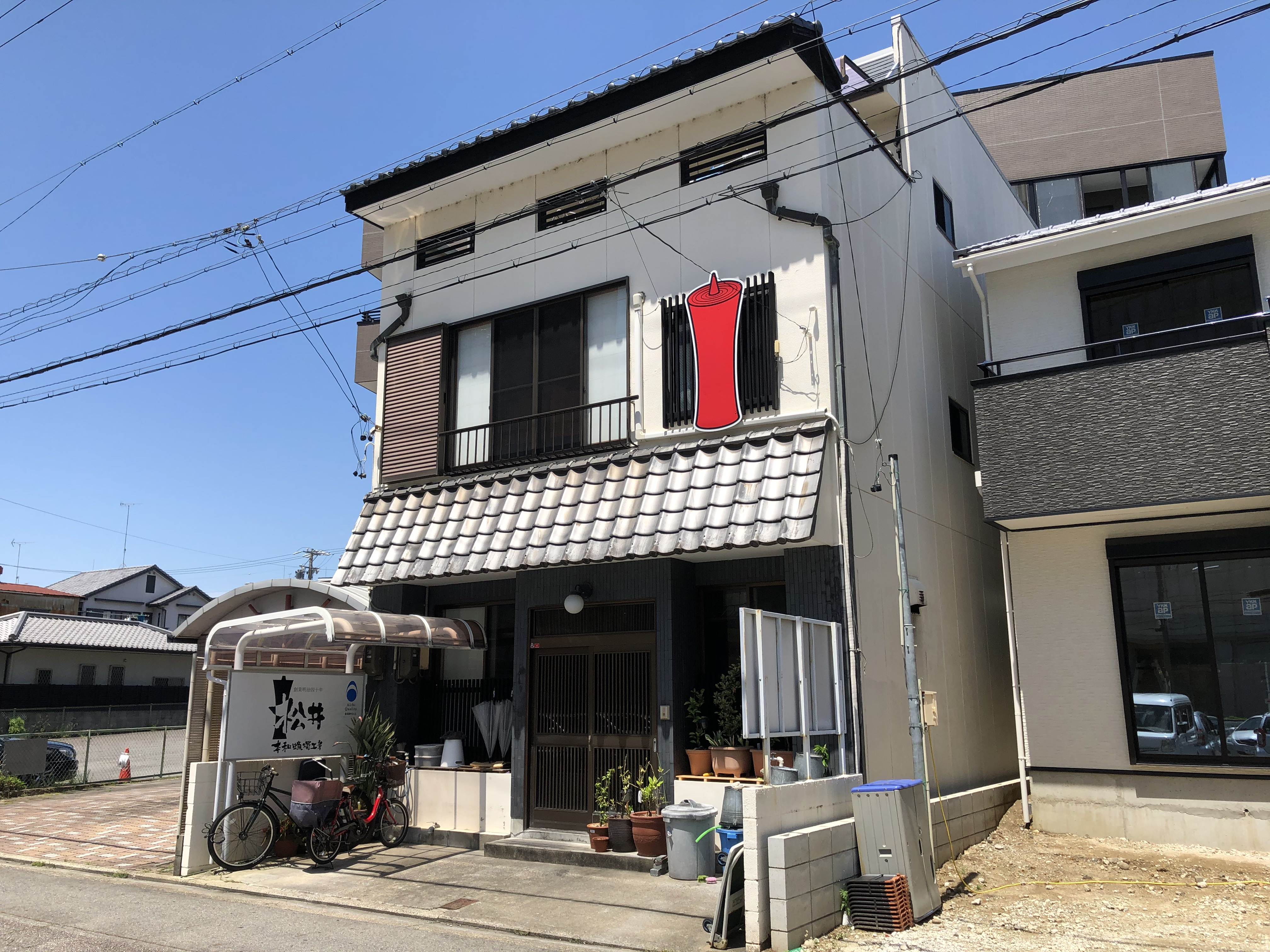
松井本和蝋燭工房

愛知県岡崎市で育つ。江戸時代に岡崎に伝播された和蝋燭づくりを受け継ぐ明治40年創業の松井ローソク店(後に松井本和蝋燭工房)の長男として生まれる。
16才より家業の手伝いを始める。21才のときに万有製薬に入社し二足の草鞋を履く。27才のときに父親が他界し3代目となる。39才のときに会社を退職し和蝋燭づくりに専念する。
2006年に愛知ブランド企業認定(認定番号：313)をされる。2007年に伝統工芸品三州岡崎和蝋燭として愛知県地域資源認定をされる。2008年から名古屋大学エコトピア科学研究所と和蝋燭の炎の癒し効果などについての共同研究をする。2010年に愛知県知事より郷土工芸品優秀技術者認定(認定日：平成22年11月24日)をされる。
2016年に伊勢志摩サミット関連行事「愛知・名古屋歓迎レセプション」で愛知県贈答品として選定され、各国首脳陣へ愛知県花の杜若を絵付けした20匁棒型和蝋燭「絵ろうそく かきつばた」が贈呈された。伊勢志摩サミットに合わせて環境省伊勢志摩国立公園横山ビジターセンターで和蝋燭の展示をした。
2022年にWWFジャパンPANDAショップと商品開発を行い、絶滅危惧種のインドシナトラを絵付けした5匁イカリ型和蝋燭と燭台「アースアワー用手描き絵ろうそくセット」が毎年3月下旬の土曜日に開催されるEARTH HOURに合わせてオンライン販売された。
2023年に岡崎市民会館で開催された「大河ドラマ『どうする家康』東海プレミアリレーin岡崎」パブリックビューイングで主演の松本潤などドラマ出演者らに岡崎市地域店舗ファンづくり推進委員会「家康印」を絵付けした10匁棒型和蝋燭「岡崎クリスタル絵ろうそく 徳川家康」が岡崎市より贈呈された。岡崎公園の『どうする家康』大河ドラマ館の設置に合わせて同公園内岡崎城の岡崎の伝統産業紹介に和蝋燭の展示協力をする。
松井規有を主人公とした写真絵本『和ろうそくは、つなぐ』(大西暢夫著、アリス館発行、2022年2月28日)が発売され地元岡崎で開催された大西暢夫の講演会で和蝋燭の説明をした。
映画『武士の一分』(2006年公開、山田洋次監督、木村拓哉主演、松竹配給)、『蜩ノ記』(2014年公開、小泉堯史監督、役所広司、岡田准一主演、東宝配給)の劇中で松井規有の和蝋燭が使用された。
創業以来、国内産櫨の実蝋、和紙、灯芯、真綿の天然資源のみを利用し全工程手づくりの和蝋燭を製造販売する。自由見学できるよう工房を常時開放する。

## メディア掲載・出演
新聞

- 中部の逸品（2012年12月2日、日経電子版）
- 世界へ伝統工芸発信 岡崎の老舗 サミット贈答品に和ろうそく（2016年6月3日、東海愛知新聞）
- 絵ろうそく 世界照らせ 岡崎の松井本和蠟燭工房 サミット首脳に提供（2016年6月8日、中日新聞）
- 和ろうそく 魅力 世界に 岡崎の老舗 サミット贈答品に（2016年6月9日、朝日新聞）
- 首脳らに贈った和ろうそく サミット拡大会合 岡崎の老舗が手作り（2016年6月9日、読売新聞）
- サミットを支えた岡崎のものづくり 円卓や和ろうそく「伝統を世界が知った」（2016年6月15日、毎日新聞）
- 炎の神秘、絶やさない 和ろうそく職人の松井規有さん(中部ひと模様)（2017年5月20日、日経電子版）
- 人と知恵がつなぐ（2020年5月23日、毎日新聞）
- 撮りある記（2020年8月23日、中日新聞）
- 自分で絵付け癒しの灯を（2021年6月3日、中日新聞）
- 揺らぐ炎、和ろうそくの絵付けはいかが（2021年6月4日、朝日新聞デジタル版）
- 自宅で和ろうそく（2021年6月28日、東海愛知新聞）
- 和ろうそく 伝統と新風（2022年2月12日、読売新聞）
- 環境イベントとコラボ 岡崎 トラの絵付き和ろうそく（2022年3月20日、東海愛知新聞）
- 岡崎の魅力たっぷり（2022年12月23日、中日新聞）
- 最高級品 職人の技で 十王町 松井本和蝋燭工房（2023年2月10日、第1664号、岡崎ホームニュース）

雑誌

- 和を継ぐものたち（2004年9月1日、第4巻第9号、和樂、小学館）
- Artistic Heart（2006年10月、Esquire news）
- 真髄（2010年秋、ものびと、三菱電機名古屋製作所）
- 今月の逸品（2010年冬、調査月報、日本政策金融公庫総合研究所）
- あかりと文化-岡崎の和ろうそく(愛知県)(2011年3月、調査季報中部圏研究、中部圏社会経済研究所)
- 和蝋燭（2012年2月、あいちの地場産業、岡崎信用金庫）
- 匠のかたち（2012年8月1日、AXIS、株式会社アクシス）
- Products with a Japanese Flavor（2012年9月20日、通巻312号、Hir@ganaTimes、(株)ヤック企画）
- 和蝋燭の記事（2012年秋冬、fratto、プライズメント）
- 和蝋燭の灯り（2013年10月、AYUCHI、愛銀教育文化財団）
- 匠たちの貌（2014年10月1日、ガバナンス、ぎょうせい）
- 伝統のあかり 和ろうそく（2016年2月25日、調査月報、岡崎信用金庫）
- 松井本和蝋燭工房の純国産和蝋燭 溶かした木蝋を素手で塗り重ねた伝統の明かり（2016年7月6日、通巻184号、日経おとなのOFF、日経BP社）
- 駅まち この逸品（2017年3月、Wind、名古屋鉄道）
- 伝統産業と研究者の役割（2018年3月21日、産学連携特別企画 地場"賛"業―伝統と革新の軌跡―、帝国データバンク資料館）
- チーム ハローソク 松井本和蝋燭工房（2019年3月、愛知県立大学・グローバル実践教育プログラム(PAGE) 地域ものづくり学生共同プロジェクト 2018、愛知県立大学）
- 継往開来を重ねて 松井深恵(姉)美尋(妹) 創業明治40年和ろうそく製造販売店 松井本和蠟燭工房（2022年9月、No.479、月刊なごや）
- 松本潤主演の大河『どうする家康』。注目の愛知・岡崎市でサキドリ聖地巡礼！（2022年12月30日、FRaU webマガジン、講談社）
- 岡崎城周辺をワンデイさんぽ（2023年2月15日、まっぷる大河ドラマどうする家康、昭文社）ISBN 978-4-398-29683-2
- 城と家康公だけじゃない！岡崎で灯りを灯す父娘の蝋燭物語 大河の舞台、岡崎ってどんな街？（2023年2月20日、CREA webマガジン、文芸春秋）
- 日本文化のマモリビト（2023年5月30日、第17巻第7号通巻197号、MAMOR、扶桑社）
- 地撮り！よみがえったブドウハゼ（2023年8月1日、No.54、現代農業2023年8月増刊、季刊地域、農文協）

テレビ

- 大当たり勘九郎劇場（2003年12月24日、NHKBS2）
- 和風総本家（2008年4月21日、テレビ大阪）
- ほっとイブニング（2008年5月8日、NHK）
- 職人の道具(2009年11月、ヒストリーチャンネル)
- スタイルプラス（2011年5月8日、東海テレビ）
- 舞の海の技あり日本！（2011年5月14日、朝日放送）
- 教科書にのせたい！（2011年7月5日、TBS）
- 何事じゃ！！（2015年7月6日、ケーブルテレビミクス）
- こころふれあい紀行〜音と匠の旅〜（2016年7月21日、BS-TBS）
- ニッポンの新・伝統工芸（2016年、ケーブルテレビミクス）
- スイッチ（2019年12月2日、東海テレビ）
- チャント（2019年7月26日、CBCテレビ）
- JNNニュース（2020年7月29日、CBCテレビ）
- 東海の肖像（刈谷CATV）
- スローテレビ（2021年5月12日、CACケーブルテレビ） 
- 一志相伝（2021年5月27日、朝日放送）
- ドデスカ！（2023年1月9日、名古屋テレビ）
- よじごじDays（2023年3月3日、テレビ東京）

YouTube

- 【日本の伝統芸術】和ろうそくができるまで 前編（2022年11月25日、CACケーブルテレビ）
- 【日本の伝統芸術】和ろうそくができるまで 後編（2022年11月25日、CACケーブルテレビ） 
- 時代を超えて受け継ぐ和ろうそく。全工程手作り・100％国産の伝統。（2023年10月27日、拘り from Japan）
- 伝統 Japanese Candle　実は世界にない日本独自の技術 前編（2024年7月25日、八重雲 yaegumo）
- 伝統 Japanese Candle　実は世界にない日本独自の技術 後編（2024年8月6日、八重雲 yaegumo）